# (4087) Pärt
(4087) Part, désignation internationale (4087) Pärt, est un astéroïde de la ceinture principale.

## Description
(4087) Part est un astéroïde de la ceinture principale. Il fut découvert le 5 mars 1986 à la station Anderson Mesa par Edward L. G. Bowell. Il présente une orbite caractérisée par un demi-grand axe de 2,18 UA, une excentricité de 0,12 et une inclinaison de 4,4° par rapport à l'écliptique.
L'astéroïde est nommé en l'honneur du compositeur estonien Arvo Pärt (1935-).

## Compléments